# Ганнівський ліцей
Комунальний заклад «Ганнівський ліцей Верхньодніпровської районної ради» — опорний заклад загальної середньої освіти Кам'янського району Дніпропетровської області. Опорний заклад має у своєму складі Дніпровокам'янську філію I—II ступенів, Правобережненську філію I—II ступенів, Мишуринрізьку філію I—II ступенів. Заклад має профільні класи з поглибленим вивченням української мови, історії України, хімії, географії.

## Із історії навчального закладу
Відомо, що першою у селі функціонувала Червонокутська чотирикласна школа. У 1912 році на власні кошти місцевого жителя-мецената Чуба розпочато будівництво чотирьохкласної земської школи, яку здано в експлуатацію в 1913 році. Навчання в школі здійснювалось російською та українською мовами. Основними дисциплінами були Закон Божий, Церковне Богослужіння, Мір Божий (природа), арифметика, граматика руського язика та інші предмети. Контроль за навчанням в школі було доручено священнику Калуженської церкви, який читав в школі  Закон Божий. Навчання в школі було безкоштовним. У шістдесяті роки було добудовано новий корпус для початкової школи, майстерню.
У різні роки навчальний заклад очолювали Пітюренко Іван Юхимович, П'ятенко Григорій Федорович, Романовський Василь Микитович, Ковтун Ганна Степанівна, Янжула Михайло Омелянович, М'якота Микола Аврамович (1975—1989), Криворотенко Ольга Григорівна (1989—2009).

## Сьогодення ліцею
1 вересня  2004 року було введено в дію новобудову — Ганнівську середню школу на 222 учнівських місця. А в 2011 році рішенням Верхньодніпровської районної ради від 16. 03. 2011 р. № 48-4 VI та від 26. 08. 2011 р. № 109-71/VII Ганнівська середня загальноосвітня школа перейменована на комунальний заклад  Ганнівський навчально-виховний комплекс «Середня загальноосвітня школа — дошкільний навчальний заклад» Верхньодніпровської районної ради, в результаті чого вже з 22 березня 2011 р. на базі школи було відкрито та укомплектовано  групу дошкільного відділення «Дзвіночок», а у вересні 2012 році — другу дошкільну групу «Сонечко».
Рішеннями  Верхньодніпровської районної ради від 22.08.2016 р. № 133-8/VII Ганнівський навчально–виховний комплекс «Середня загальноосвітня школа — дошкільний навчальний заклад» Верхньодніпровської районної ради перейменований на комунальний заклад «Ганнівський навчально — виховний комплекс „Середня загальноосвітня школа — дошкільний навчальний заклад“ Верхньодніпровської районної ради», а в 2021 році внесено зміни в установчі документи закладу освіти і НВК перейменовано в Ганнівський ліцей Верхньодніпровської міської ради.
Ліцей  працює за навчальними програмами , затвердженими Міністерством освіти і науки України. У закладі 11 класів — комплектів (147 учнів) та 2 дошкільні групи (42 дошкільнят).

## Навчально- матеріальне забезпечення
У 2020 році здійснено реконструкцію навчального закладу.Ліцей  має 9 навчальних кабінетів із інтерактивним обладнанням: кабінети фізики, хімії, біології, географії, спортивну та актову зали, кабінет для інклюзивної освіти , тир, кабінет хореографії.

## Педагогічні кадри
Колектив налічує 22 педагоги. Вчителів — 16, вихователів дошкільної групи — 2,вихователів ГПД — 1, педагогів — організаторів — 1, практичних психологів –1.
Із них вищу освіту мають 18 чоловік, базову вищу (бакалавр) — 1 чоловік, середню спеціальну — 2 чоловіки.
За результатами атестації вищу категорію мають 9 вчителів, спеціалістів І категорії — 1, спеціалістів II категорії — 6, спеціалістів — 3, без категорії — 2.
Мають звання «Учитель-методист» — 3, «Старший учитель» — 4. Лауреати районної педагогічної премії — 3, Лауреати обласної педагогічної премії — 1, «Заслужений вчитель України» — 1.
Нагороджені Подякою, Грамотою, Почесною грамотою Міністерства освіти — 2. Нагороджені Подякою, Почесною Грамотою Національної академії педагогічних наук України — 1.
Авторів програм, навчально-методичних посібників — 1.

## Навчально-методичне забезпечення
Проблема, над якою працює ліцей: «Розвиток інноваційної творчої особистості як засіб підвищення якості знань». З метою реалізації головних завдань, у закладі діє організаційно–функціональна модель  формування творчої особистості, яка передбачає діяльність чотирьох  науково — методичних центрів: розвитку творчої уяви, художньої, історичної, науково — технічної творчості, методичне об'єднання класних керівників, школу молодого вчителя. Діяльність центрів, методичної ради ліцею  спрямована на вдосконалення професійної компетентності педагогів: до участі в арт-фестивалях, тренінгах, вебінарах, конференціях, конкурсах професійної майстерності, професійних онлайн-курсах.
Педагогічний колектив ліцею втілює  в освітню діяльність ідеї Нової української школи: здійснює особистісно- зорієнтований, компетентнісний та діяльнісний підходи.
Навчальний заклад має переможців III (заключного), а також переможців II (обласного) етапу Всеукраїнського конкурсу — захисту учнівських науково-дослідницьких робіт Малої академії наук України, Міжнародних мовно-літературних конкурсів імені Тараса Шевченка та Петра Яцика.

## Виховна робота
Діє шкільна програма «Ліцей — мій рідний дім», яка передбачає зовнішнє та внутрішнє озеленення ліцею, творення дизайну пришкільного дендропарку. У відповідності до вимог громадянської освіти в навчальному закладі створено учнівське самоврядування — рада старост, випускається шкільна газета «#Ліцей #деталі».

## Дошкільна освіта навчального закладу
У ліцеї дві дошкільні групи: «Дзвіночок» і «Сонечко», у яких 42 вихованці. У дошкільному закладі діє психолого-педагогічний консультативний пункт для батьків, діти яких не відвідують ДНЗ.

## Публікації
- Желонкіна Л. Заблищали талантами «Перлинки». Придніпровський комунар. 2015. 30 травня (№ 22). С.1.
- Копачова Н. Навіки у наших серцях. Придніпровський комунар. 2010. 16 червня (№ 45). С. 3.
- Лопуга О. «Сонечко» всіх зігріє. Придніпровський комунар. 2013. 28 травня (№ 39). С. 3.
- Мірошниченко С. П. Ганнівчани в компанії з Володимиром Кличком!. Придніпровський комунар. 2012. 14 жовтня (№ 73). С. 4.
- Мірошниченко С. П. Володимир Яцуба: верхньодніпровці вміють трудитись на своїй землі. Придніпровський комунар. 2008. 22 жовтня (№ 78). С. 2.
- Мірошниченко С. П. Ганнівчани знову на чемпіонаті України. Придніпровський комунар. 2010. березня (№ 22). С. 4.
- Мірошниченко С. П. Дітям буде взимку тепло і затишно. Придніпровський комунар. 2013. 10 серпня (№ 56). С. 1.
- Мірошниченко С. П. Золото чемпіонату України знову в Ганнівці. Придніпровський комунар. 2010. 14 квітня (№ 28). С. 2.
- Остапко О. Д. Розум, креатив, перемога — сходинки продуктивного навчання. Джерело. 2010. Листопад. (№ 43-44). С.5.
- Палій В. Семінар в Ганнівському НВК. Придніпровський комунар. 2012. 24 листопада (№ 67). С. 1.
- Пархоменко О. Влучні стрільби. Придніпровський комунар. 2010. 13 березня (№ 20). С. 4.
- Сакара Г. Педагогічні здобутки освітян — 2009. Придніпровський комунар. 2009. 11 квітня (№ 27). С. 5.
- Саранча О. Тарасовими стежками. Придніпровський комунар. 2016. 2 квітня (№ 12). С. 7.
- Стовбан А. В Ганнівці — чотири кандидата в майстри спорту!. Придніпровський комунар. 2011. 31 серпня (№ 64). С. 2.
- Сусик А. П. «Сонячному дзвіночку» виповнилось 5 років.  Придніпровський комунар. 2016. 9 квітня (№ 17). С. 3.
- Ходос Н. Ф. Золотяться юні мрії — це майбутнє України. Придніпровський комунар. 2017. 1 липня (№ 26). С. 2.
- Цимбаліст К. Заговори, щоб я тебе побачив. Придніпровський комунар. 2016. 29 грудня (№ 95). С. 3.
- Цимбаліст К. Юні таланти Верхньодніпровщини. Придніпровський комунар. 2010. 12 червня (№ 44). С. 1.
- Чернявська О. Хто стукає, тому відчиняють. Зоря. 2009. 29 грудня (№ 53). С. 2.
- Шевченко Л. Школа вчителем славиться. Придніпровський комунар. 2016. 16 жовтня (№ 41). С. 3.

## Нагороди та відзнаки навчального закладу
- Диплом І ступеня за участь у фіналі Всеукраїнського фестивалю-конкурсу на кращу модель сучасної сільської загальноосвітньої школи України[9].
- Диплом за активну участь в інноваційній модернізації національної системи освіти. Організатори виставки: Міністерство освіти і науки, молоді та спорту України.
- Подяка за сумлінну працю, виковий професіоналізм, педагогічну творчість у підготовці переможця в обласному конкурсі учнівських проектів «Я — ровесник незалежної України», присвячений 15-річниці незалежності України.
- Грамота за участь у зональному турі обласного фестивалю дитячої екологічної творчості «Не забувай ні на хвилину свого призначення, Людино!» та вирішення екологічних проблем своєї місцевості.